# Anton Haus
Anton Haus (Tolmino, 13 giugno 1851 – Pola, 8 febbraio 1917) è stato un ammiraglio austro-ungarico.

## Biografia
Haus entrò nella marina austro-ungarica nel 1869, distinguendosi successivamente come istruttore all'Accademia Navale di Fiume, presso la quale pubblicò anche un suo studio dal titolo Oceanografia e meteorologia marittima (1891). Ritornando al comando sul mare, Haus divenne capitano di corvetta durante l'operazione multinazionale nella Ribellione dei Boxer in Cina nel 1900-1901. Dopo la soppressione dell'insurrezione, egli rimase a Pechino sino al 1902.
Promosso Viceammiraglio nel 1907, Haus fu inviato austro-ungarico alla conferenza di pace dell'Aia dal maggio al giugno di quello stesso anno. Nominato Ispettore di Flotta nel 1912, Haus succedette a Rodolfo Montecuccoli come Comandante di Marina e Capo della sezione navale del ministro della guerra dal 24 febbraio 1913.
Però, per via della gravità della situazione internazionale, Haus fu inspiegabilmente assente durante la crisi del luglio del 1914 che portò allo scoppio del primo conflitto mondiale. Al cruciale consiglio della corona del 7 luglio 1914 si servì di Karl Kailer von Kaltenfels quale suo rappresentante. Dallo scoppio della guerra, Haus venne nominato Comandante di Flotta. Quando l'Italia entrò in guerra, Haus venne inviato con la propria flotta a bombardare Ancona e altri porti dell'Adriatico nella notte tra il 23 ed il 24 maggio 1915, lasciando ad ogni modo il combattimento a forze leggere di marina quali cacciatorpediniere, incrociatori e sottomarini.
Grande stratega navale, Haus cercò ad ogni modo di rivalutare il ruolo della flotta durante la prima guerra mondiale anche se gran parte dei combattimenti si svolsero via terra, ricevendo nel contempo anche profonde critiche dalla sua controparte tedesca Alfred von Tirpitz e dallo staff generale dell'esercito tedesco che vedeva nel mantenimento di una flotta armata permanente nell'Adriatico un'inutile perdita di denaro. Egli comunque ricevette l'approvazione da parte del proprio comando generale ed in particolare dall'arciduca Carlo Stefano d'Asburgo-Teschen, comandante generale della flotta austriaca.
Nel 1916 fu l'unico ufficiale in servizio attivo nella marina militare austriaca (eccetto alcuni membri della famiglia imperiale) a venire promosso al grado di Grand'Ammiraglio.
Morì di polmonite a Pola l'8 febbraio 1917 e venne sepolto nel cimitero navale  (k.u.k. Marinefriedhof).
L'imperatore Carlo I d'Austria partecipò ai suoi funerali e gli conferì postuma l'onorificenza di Commendatore dell'Ordine Militare di Maria Teresa.
Quando Pola passò sotto l'amministrazione italiana, la salma di Haus venne trasferita a Vienna nel 1925.